# (7145) Linzexu
(7145) Linzexu est un astéroïde de la ceinture principale.

## Description
(7145) Linzexu est un astéroïde de la ceinture principale. Il fut découvert le 7 juin 1996 à la station de Xinglong par le programme Beijing Schmidt CCD Asteroid Program. Il présente une orbite caractérisée par un demi-grand axe de 2,56 UA, une excentricité de 0,18 et une inclinaison de 9,0° par rapport à l'écliptique.

## Compléments